# Park Ye-eun
Park Ye-eun (tiếng Hàn: 박예은; Hanja: 朴譽恩; Hán-Việt: Phác Dự Ân; Kana: パク・イェウン), thường được biết đến với nghệ danh Yeeun, Ha:tfelt hoặc Yenny, là một ca sĩ, vũ công và diễn viên người Hàn Quốc. Cô từng là trưởng nhóm của nhóm nhạc nữ Wonder Girls do JYP Entertainment thành lập và quản lý.

## Tiểu sử
Ye Eun sinh ngày 26 tháng 5, 1989  tại Goyang, Gyeonggi, Hàn Quốc. Cô có 1 chị gái và 1 em trai.
Năm 11 tuổi, Ye Eun nhận ra rằng cô muốn trở thành một ca sĩ và đã gia nhập một câu lạc bộ ậm nhạc ở trường. Sau khi vào Trung học, cô tham gia một nhóm nhảy và nhiều cuộc thi âm nhạc khác nhau.
Ye Eun tốt nghiệp trường Đại học Kyung Hee.
Cô thông thạo tiếng Hàn, tiếng Anh và biết nói tiếng Trung, tiếng Tây Ban Nha, tiếng Nhật.

## Sự nghiệp

### Thành viên Wonder Girls
Ngày 10 tháng 2 năm 2007, sau 3 tháng thực tập, YeEun chính thức ra mắt cùng Wonder Girls. Cô đã được giới thiệu là một trong 2 giọng ca chính trụ cột cùng với trưởng nhóm SunYe.

### Nhạc sĩ
Cô đã sáng tác ca khúc "Saying I Love you" và "For Wonderful". Cô đã thực hiện những bài hát của mình trong concert tại Mỹ

### Solo
Ngày 23 tháng 7 năm 2014, YeEun tiết lộ rằng cô sẽ solo với nghệ danh Ha:tfelt (có nghĩa là sự chân thành/Hotfelt). JYP Entertainment đã phát hành một teaser cho mini-album đầu tay của cô mang tên "Me?" vào ngày 31 tháng 7 năm 2014. Một tuần sau tuần đó, teaser video của cô được phát hành cho ca khúc chủ đề của album "Ain't Nobody"  cùng với một số teaser hình ảnh trên trang web chính thức của mình. Ha:tfelt đã đưa ra một bản xem trước cho album của mình thông qua triển lãm đặc biệt <HA:TFELT's 1st Exhibition 'Me?'> vào ngày 30. Album gồm bảy ca khúc sáng tác, viết, và sắp xếp bởi chính bản thân cô cùng với sự giúp đỡ của thành viên HyeLim và Beenzino.